# ديفيد بوت فيليب
ديفيد بوت فيليب (بالإنجليزية: David Butt Philip)‏ هو مغني أوبرا بريطاني، ولد في 12 مارس 1980.

## وصلات خارجية
- ديفيد بوت فيليب على موقع ميوزك برينز (الإنجليزية)
- ديفيد بوت فيليب على موقع ديسكوغز (الإنجليزية)